# Aliança dels Socialdemòcrates Independents
L'Aliança de Socialdemòcrates Independents (SNSD) (en serbi: Савез независних социјалдемократа, o Savez nezavisnih socijaldemokrata) és un partit polític de Bòsnia i Hercegovina. El seu president, Milorad Dodik és també el primer ministre de la República Sèrbia. És membre de la Internacional Socialista.

## Història
El partit va sorgir dels Membres Independents del Caucus Parlamentari l'Assemblea Nacional de la República Sèrbia per a convertir-se en el Partit dels Socialdemòcrates Independents. El desembre de 1999 el Partit Social Liberal de la República de Sèrbia es van fusionar amb el Partit dels Socialdemòcrates Independents. Després de les eleccions locals de 2000 Nikola Špirić, del Partit Demòcrata de Banja Luka i Krajina també s'incorpora al partit. El desembre de 2001 se li uní el Partit Socialista Democràtic, un partit escindit del Partit Socialista de la República Sèrbia. Després de la unificació, el partit va canviar el seu nom a l'Aliança de Socialdemòcrates Independents, mantenint les seves sigles en serbi. L'agost de 2002 el Nou Partit del Treball de la República Sèrbia es va fusionar amb l'Aliança dels Socialdemòcrates Independents.

## Resultats electorals

### 2006
A les eleccions generals de Bòsnia i Hercegovina de 2006 va obtenir els següents resultats:
- Nebojša Radmanović (287.675 vots, el 53,26% a la República Sèrbia) va ser elegit a la Presidència de Bòsnia i Hercegovina com el membre serbi.
- El partit va obtenir la majoria dels vots (269.468) a nivell estatal per a la Cambra de Representants, per davant de la SDA (238.474) i SBiH (219.477). No obstant això, a causa del complicat sistema electoral de Bòsnia i Hercegovina, el SNSD va rebre només 7 escons dels 42 membres de la Cambra de Representants, darrere de la SDA (9 escons) i el SBiH (8 escons).
- Milan Jelić (271,022 vots, 48,87%) va obtenir el càrrec de President de la República Sèrbia.
- El partit va guanyar 41 dels 83 escons (244.251 vots, 43,29%) a l'Assemblea Nacional de la República Sèrbia, assegurant el càrrec de Primer Ministre de la República Sèrbia a Milorad Dodik.
- El partit va obtenir 12.564 vots (1,46%) en les eleccions a la Cambra de Representants de la Federació de Bòsnia i Hercegovina, assegurant 1 de 98 seients.
- El partit va obtenir 5 escons (3.779 vots, 16,16%) en els 25 membres de l'Assemblea del Cantó 10 (Federació de Bòsnia i Hercegovina).

### 2002
A les eleccions generals de Bòsnia i Hercegovina de 2002, celebrades el 5 d'octubre, el partit va obtenir el 9,8% del vot popular i 3 dels 42 escons a la Cambra de Representants de Bòsnia i Hercegovina, 1 dels 140 escons a la Cambra de Representants de la Federació de Bòsnia i Hercegovina i 19 de 83 a l'Assemblea Nacional de la República Sèrbia.